# Pleurothallis schweinfurthii
Pleurothallis schweinfurthii är en orkidéart som beskrevs av Leslie Andrew Garay. Pleurothallis schweinfurthii ingår i släktet Pleurothallis och familjen orkidéer. Inga underarter finns listade i Catalogue of Life.

## Bildgalleri

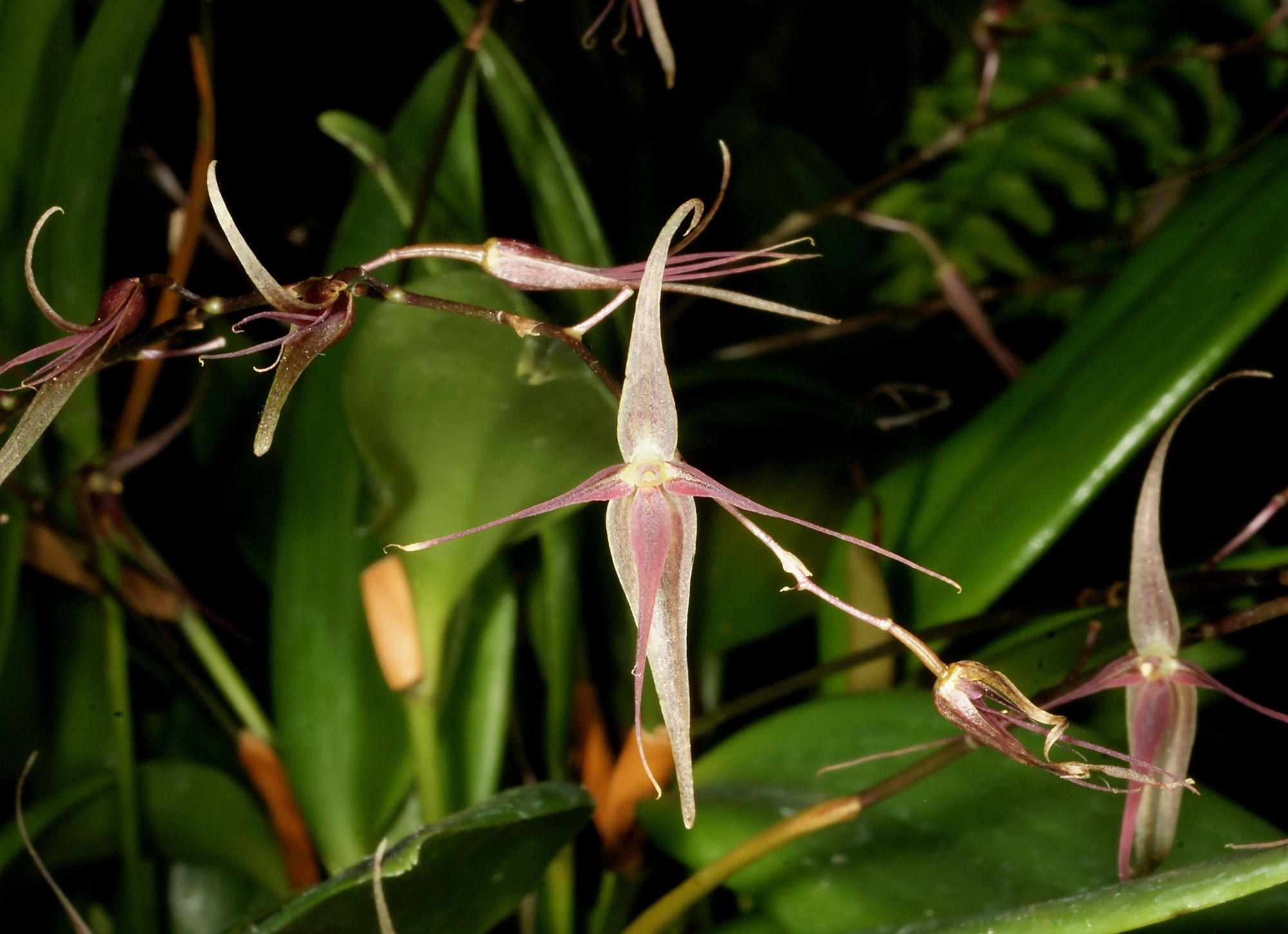